# تنس (لعبة فيديو 1984)
تنس (بالإنجليزية: Tennis‎؛ باليابانية: テニス) ، هيَ لعبة فيديو من نوع رياضة التنس طورها كل من قسم نينتندو للبحث والتطوير 1 وَشركة إنتيليجنت سيستمز وَنشرتها نينتندو سنة 1984، تعملُ على عدة منصات، منها نينتندو إنترتينمنت سيستم وشارب إكس ون.

## مقالات ذات صلة
- نينتندو للبحث والتطوير 1

## وصلة خارجية
- Tennis at NinDB